# Station Hombeek
Station Hombeek is een voormalig spoorwegstation langs spoorlijn 53 (Schellebelle - Mechelen - Leuven) in Hombeek, een deelgemeente van de stad Mechelen.
Het terrein wordt gebruikt als opslagplaats voor bouwelementen van Infrabel en is verder overgroeid met gras en kruiden.
Heike ·
Hombeek ·
Mechelen ·
Mechelen-Brusselsesteenweg ·
Mechelen-Kanaal ·
Mechelen-Nekkerspoel ·
Muizen ·
Muizen Goederen
0,0: Schellebelle ·
2,8: Wichelen ·
5,8: Schoonaarde ·
9,7: Oudegem ·
12,5: Dendermonde ·
16,2: Baasrode-Zuid ·
18,2: Koude Haard ·
19,6: Buggenhout ·
21,6: Malderen ·
23,3: Molenheide ·
26,4: Londerzeel ·
28,2: Londerzeel-Oost ·
29,0: Ramsdonk ·
31,0: Kapelle-op-den-Bos ·
34,9: Heike ·
36,6: Hombeek ·
38,8: Brusselsesteenweg ·
39,6: Mechelen ·
42,6: Muizen ·
44,5: Hever ·
46,2: Biststraat ·
48,1: Boortmeerbeek ·
51,4: Haacht ·
52,5: Wespelaar-Heike ·
53,4: Wespelaar-Tildonk ·
55,8: Hambos ·
58,3: Wakkerzeelsesteenweg ·
59,4: Wijgmaal ·
64,1: Leuven